# Lalar Liang
Lalar Liang is een bestuurslaag in het regentschap Sumbawa Barat van de provincie West-Nusa Tenggara, Indonesië. Lalar Liang telt 1486 inwoners (volkstelling 2010).